# (1204) Renzia
(1204) Renzia – planetoida z grupy przecinających orbitę Marsa okrążająca Słońce w ciągu 3 lat i 149 dni w średniej odległości 2,26 au. Została odkryta 6 października 1931 roku w Landessternwarte Heidelberg-Königstuhl w Heidelbergu przez Karla Reinmutha. Nazwa planetoidy pochodzi od Franza Roberta Renza, niemiecko-rosyjskiego astronoma. Przed nadaniem nazwy planetoida nosiła oznaczenie tymczasowe (1204) 1931 TE.